# 東德博物館

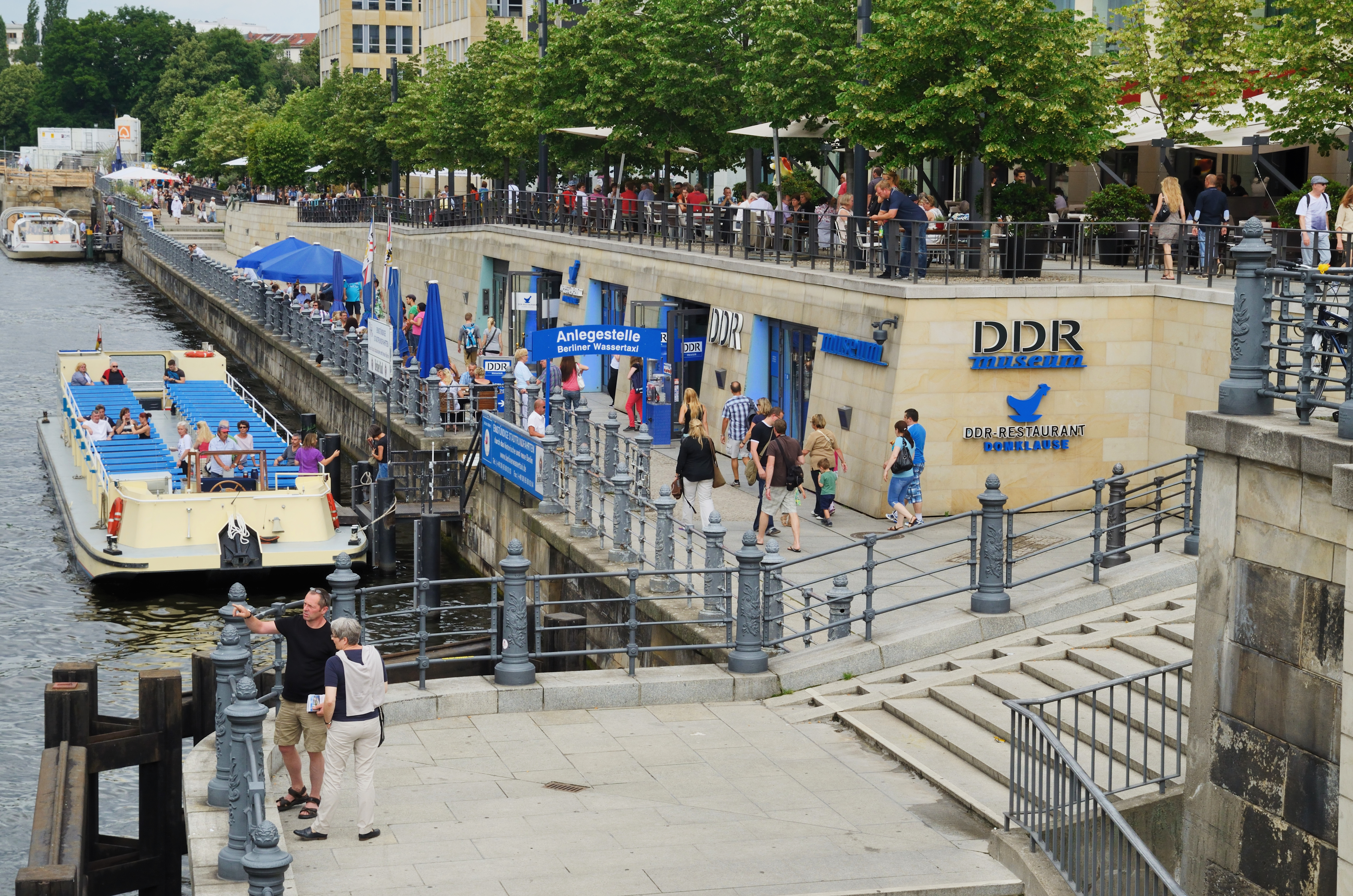
東德博物館入口

東德博物館（德語：DDR Museum）是德國柏林的一家以東德為展覽主題的博物館。博物館位於東德政府機構集中的地區，對面是柏林大教堂。東德博物館是柏林參觀者數第11多的博物館。博物館展示的東德時期的日常生活風景。東德博物館開業於2006年7月15日。
2022年12月16日清晨，由於位於柏林丽笙酒店大廳內的丙烯酸玻璃水族箱水穹頂爆裂，其大量洪水溢出酒店和街道區域，最終進入博物館。據初步估計，1200平方公尺的展覽面積中共有300至400平方公尺受到影響。時任館長戈登·弗萊赫爾·馮·戈丁 (Gordon Freiherr von Godin) 表示，博物館「可能會關閉六到十二週」。

## 外部連結
- 博物館官网 （页面存档备份，存于）（简体中文）